# Bach Island
Bach Island är en ö i Storbritannien. Den ligger i kommunen Argyll and Bute och riksdelen Skottland, i den nordvästra delen av landet.
Terrängen på Bach Island är mycket platt. På den klippiga ön finns hed.  